# Magna Lykseth-Skogman

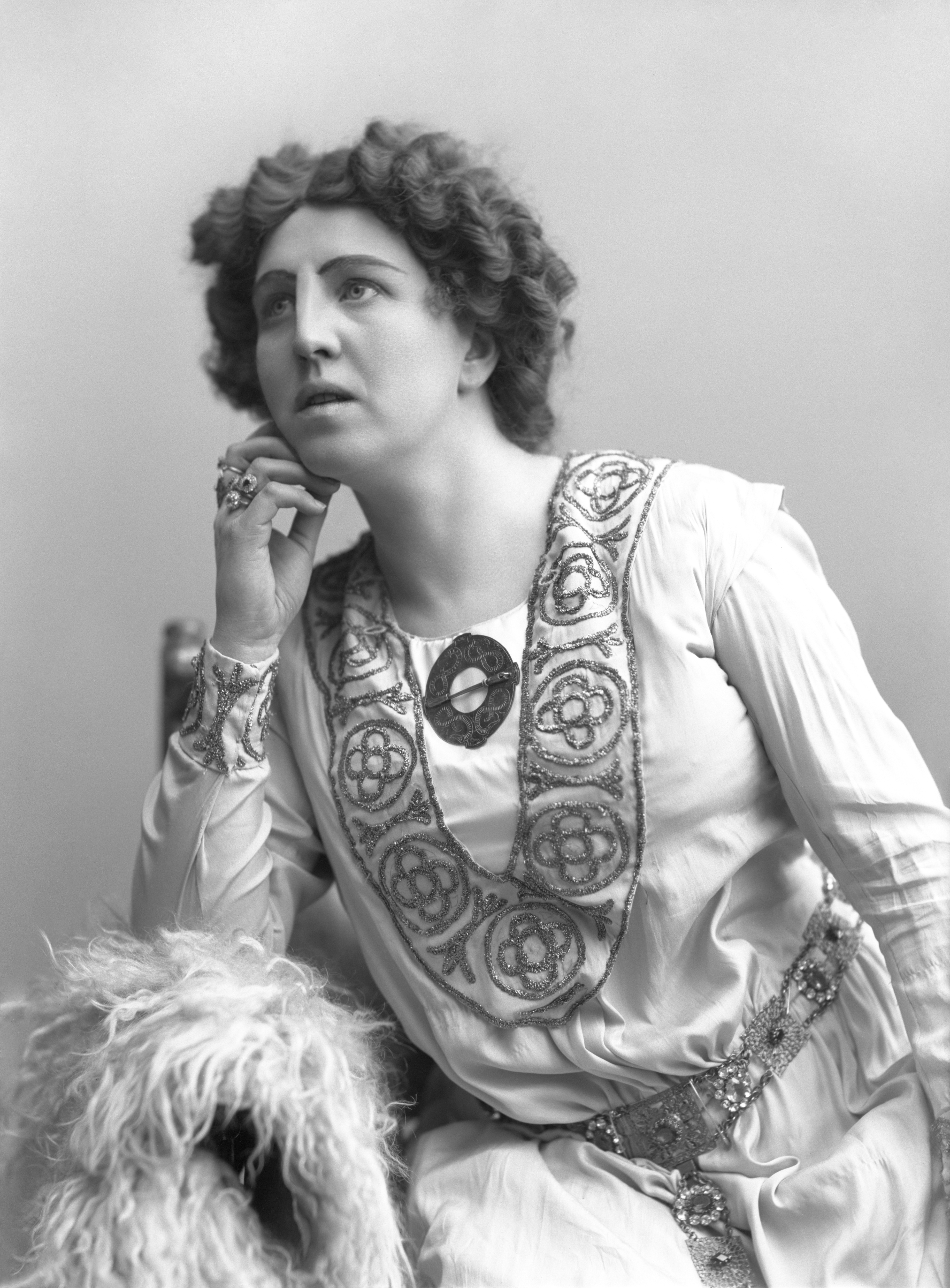
Magna Lykseth in Tristan und Isolde an der Königlich Schwedischen Oper im Jahr 1909.

Magna Elvine Lykseth-Skogman auch bekannt als Magna Lykseth-Schjerven (geb. 6. Februar 1874 in Christiania; gest. 13. November 1949 in Stockholm) war eine in Norwegen geborene schwedische Opernsängerin (Sopran).

## Ausbildung
Magna Elvine Lykseth war eine Tochter von Anders Lykseth und Anne Lykseth (geb. Eriksdotter). Sie besuchte zunächst eine Schule in Christiania, dem heutigen Oslo und begann im Anschluss mit ihrer ersten Gesangsausbildung am Musikkonservatorium Oslo (norwegisch Musikkonservatoriet i Oslo) bei Ida Basilier-Magelssen. 1894 zog sie nach Stockholm, wo sie Schülerin von John Forsell und Gillis Bratt an der Königlichen Musikhochschule wurde. Sie studierte auch in Deutschland und sammelte Erfahrungen bei den Bayreuther Festspielen.

## Karriere
Unter ihrem Namen Magna Lykseth trat sie 1898 erstmalig als Konzertsängerin auf. Von 1898 bis 1899 war sie Teilnehmerin einer Tournee von Oscar Lombergs Operngesellschaft. Auf dieser Tournee sang sie u. a. als Leonora in Verdis Il trovatore und als Philine in Mignon von Ambroise Thomas. 1901 gab sie ihr Debüt als Santuzza in Mascagnis Cavalleria rusticana an der Königlichen Schwedischen Oper, wo sie bis 1918 engagiert war und dort zur Primadonna des Hauses wurde. Sie sang Hauptrollen in einer Vielzahl von Opern, blieb aber vor allem für ihre Wagner-Interpretationen in Erinnerung; als Brünnhilde in den schwedischen Erstaufführungen von Siegfried (1905) und Götterdämmerung (1907) sowie als Isolde in Tristan und Isolde im Jahr 1909.
Sie gastierte auch häufig am Nationaltheater in Oslo, wo sie die Titelrollen bei der Uraufführung von Puccinis Tosca (1908) und in Verdis Aida (1909) sang. Aufgrund ihres umfangreichen Repertoires war sie in Schweden äußerst beliebt. Infolgedessen reiste sie, abgesehen von einigen Gastspielen in Dänemark und Schweden, nur wenig. Ihre vielseitige Stimme und ihre Bühnenauftritte trugen zu ihrem Erfolg in der italienischen Oper bei, u. a. als Desdemona in Otello. Zu ihren zahlreichen weiteren Rollen gehörten die Gräfin in Mozarts Die Hochzeit des Figaro, Leonora in Beethovens Fidelio und Micaela in Bizets Carmen.

## Familie
Magna Elvine Lykseth war von 1904 bis 1910 in erster Ehe mit dem norwegischen Großhändler Olav J. Schjerven aus Christiania verheiratet. 1911 heiratete sie in zweiter Ehe den Expeditionsleiter Baron Karl Skogman (1864–1945).

## Auszeichnungen
- 1907: Auszeichnung mit der Litteris et Artibus[1][2]
- 1912: Aufnahme als Mitglied der Königlich Schwedischen Musikakademie[1][2]